# Brandweerhervorming in België
De brandweerhervorming verwijst naar de reorganisatie van de Belgische civiele hulpdiensten sinds 2004.

## Achtergrond
Bij de gasramp in Gellingen bleek dat de organisatie van de civiele hulpdiensten in België niet meer aangepast was aan de noden van de moderne hoogtechnologische samenleving. Naar analogie met de politiehervorming werd er daarom besloten om de civiele hulpdiensten in België opnieuw te organiseren.
Op 7 september 2004 installeerde de federale regering de 'Begeleidingscommissie voor de hervorming van de Civiele Veiligheid', of kortweg de 'Commissie Paulus', naar haar voorzitter, de gouverneur van de provincie Antwerpen Camille Paulus.

## Commissie Paulus
De Commissie Paulus kwam met een eindrapport gebaseerd op drie noodzakelijke hervormingen:
1. elke burger heeft recht op de snelste adequate hulp
2. elke burger heeft recht op eenzelfde basisbescherming tegen een gelijkwaardige bijdrageplicht
3. Schaalvergroting is noodzakelijk

In haar eindrapport werden deze drie kernelementen verder verduidelijkt: 
snelste adequate hulpDit betekent dat er bij het uitsturen van brandweer of ambulance geen rekening meer wordt gehouden met bestuurlijke grenzen. Het korps dat het snelst ter plekke kan zijn met het juiste materiaal, wordt uitgestuurd. Deze eerste uitruk kan eventueel aangevuld worden met het korps dat op papier verantwoordelijk is voor de locatie van de interventie. Bij een interventie wordt er door een complex computerprogramma berekend welk korps het snelst aanwezig kan zijn.
zelfde basisbeschermingDit betekent dat elke burger recht heeft op de noodzakelijke hulpdiensten zonder hier exuberant veel voor te moeten betalen (de aanwezigheid van een kerncentrale of luchthaven brengt immers veel extra kosten mee voor de omliggende gemeenten, maar deze meerkost wordt gedeeld door alle gemeenten).
schaalvergrotingWaar er vroeger tientallen "zones" bestonden, wordt België vanaf nu onderverdeeld in 34 hulpverleningszones. Elk van deze zones telt meerdere brandweerposten (de vroegere, autonome, korpsen).

## Invoering nieuwe structuren
Hoewel het eindrapport van de Commissie Paulus dateert van begin 2006, werd er pas op 15 mei 2007 een wet gestemd die de herorganisatie een wettelijke grondslag gaf. Vervolgens duurde het tot begin 2014 vooraleer de federale regering en de betrokken partners overeenstemming bereikten over het nieuwe personeelsstatuut voor de brandweer.

## Verwijzingen
- https://www.civieleveiligheid.be/nl
- https://web.archive.org/web/20150923204627/http://www.civieleveiligheid.be/sites/5043.fedimbo.belgium.be/files/2014-02-26kb_ii_zoneindeling.pdf
- https://web.archive.org/web/20140814134114/http://www.securitecivile.be/sites/5043.fedimbo.belgium.be/files/explorer/Reforme_textes/Manuel_pompiers_14.4.2014_voor_website_NL.pdf
- http://www.brandweervlaanderen.be/Portals/BVV/Documenten/Commissie%20Paulus%20Eindrapport.pdf